# Альберт Нейссер
Альберт Нейссер (нім. Albert Neisser, повне ім'я Альберт Людвіг Сигізмунд Нейссер, нім. Albert Ludwig Sigesmund Neisser; 22 січня 1855, Свідниця — 30 липня 1916, Бреслау) — німецький дерматолог, бактеріолог і соціальний гігієніст. Відомий відкриттям Neisseria gonorrhoeae — збудника гонореї .

## Біографія
Народився в сім'ї єврейського лікаря Моріца Нейссера, секретаря Департаменту санітарії у Бреслау та Шарлоттенбруні, та Луїзи Лоссен, що походила з родини підприємців у Берліні. Оскільки мати померла до того, як йому виповнився рік, Нейсера виховувала мачуха. Нейсер навчався у початковій школі в Мюнстерберзі, потім вступив до гімназії Святої Марії Магдалини в Бреслау, де його однокласником був Пауль Ерліх. Нейссер розпочав своє медичне навчання в Бреслау в 1872 році. За винятком одного семестру клінічної роботи в Ерлангені, всьому іншому він навчався в Бреслау. Його здобутки не були видатними — насправді йому довелося перескладати хімію, але зрештою він склав державний іспит і отримав медичний ступінь у 1877 році за дисертацію на тему ехінококозу.
Спочатку Нейсер планував стати фахівцем з внутрішньої медицини, але не було місця асистента в клініці Мікаеля Бірмера. Тому абсолютно випадково він звернувся до дерматології і став лікарем-помічником Оскара Саймона в дерматологічній клініці. Він пропрацював тут два роки, і саме тут, у 1879 році, відкрив гонокок. Відкриття Нейссера сталося внаслідок швидкого розвитку нової галузі бактеріології. Це стало можливим значною мірою завдяки його тісній співпраці з ботаніком Фердинандом Коном (1828—1898), який також допомагав Роберту Коху. Кон навчав Нейссера методам мазка для ідентифікації бактерій. А Конгейм та Вейгерт навчали його фарбувальній техніці, в тому числі з метиленовим синім. Спочатку він назвав мікроорганізм, який знайшов, «мікрококом». Нейссеру тоді було 24 роки. Назву ж «гонокок» дав Пауль Ерліх. Учні ласкаво називали Нейссера «батьком гонокока».

### Конфлікт пріоритету
На початку 1879 року 24-річний Альберт Нейссер, який поїхав до Норвегії з метою вивчення місцевої прокази / лепри, відвідав там патолога Ґергарда Гансена, який знайшов збудника цієї хвороби. Той поділився з Нейссером своїми методиками вивчення лепрозних вузлів. Нейссер у результаті зміг взяти матеріал від щонайменше 100 хворих. Під час зворотного шляху до Німеччини ймовірно Нейссер забруднив матеріал, адже провівши швидко у своїй лабораторії мікроскопічні дослідження він описав збудників прокази як палички, що заперечувало результати Гансена. На відміну від нього Нейссер швидко опублікував свої отримані результати. У той же час, у Бергені, Гансен, за допомогою нових методів, зміг верифікувати свої ранні висновки. Але у наступному 1881 році Нейссер опублікував статтю «Weitere Beiträge zur Aetiologie der Lepra» в часопису «Архів Вірхова», в якій він заявив про пріоритет у відкритті збудника лепри і намагався дискредитувати Гансена. Немає ніяких сумнівів у тому, що Нейссер мав намір викрасти відкриття Гансена, і, можливо, це йому вдалося.
Проте норвезька медична спільнота відреагувала на поведінку Нейссера обуренням, особливо в тому, що незабаром було використане неправомірне поняття «бактерія Нейссера» для означення збудника прокази. Заохочений своїми колегами, Гансен захистив свою позицію, хоча і не вступив у пряму полеміку. Натомість він підсумував свої висновки з початку 1870-х років і опублікував їх норвезькою, німецькою, англійською та французькою мовами. Він описав візит Нейссера до Бергена і твердо заявив, що викладає ці відомості аби зберегти свій пріоритет.
Конфлікт виявився довговічним, аж до конгресу лепрологів у Берліні, де Гансена було офіційно визнано справжнім першовідкривачем збудника прокази. Зрозуміло, однак, що, хоча Гансен вперше виявив бактерії, Нейссер першим визначив їх як етіологічного агента хвороби. Він також вивчав лепру в Іспанії.

### Подальша кар'єра
Нейссер був габілітований викладачем дерматології в Лейпцигу в 1880 році, а 6 серпня того ж року став приват-доцентом. Через два роки, у 1882 році, його покликали до Бреслау, щоб він став екстраординарним професором кафедри шкірно-венеричних захворювань, а також директором дерматологічного відділення.
У 1883 році Альберт Нейссер одружився з філантропкою Тоні Кауффман. Пара залишилася бездітною.
У 1896 році він відхилив запрошення до Берліна.
Згодом Нейсер провів дослідження системного червоного вовчака. Надалі він став вивчати сифіліс. Після появи припущень Іллі Мечникова та Еміля Ру про те, що сифіліс міг потрапити до людей від мавп, Нейссер у 1905 та 1906 роках вирушив до острова Яви в експедиції, які він особисто фінансував, для отримання матеріалу від мавп та продовження його досліджень щодо визначення причини захворювання. Саме 16 травня 1905 року він отримав звістку про те, що Фріц Шаудін та Еріх Гофман досягли успіху — відкрили збудника сифілісу. Під час своєї другої поїздки на Яву він вивчав передачу сифілісу як серед мавп, так і людей. Тимчасове розміщення голландських солдатів на Яві забезпечило йому достатньо матеріалу для вивчення сифілісу у людини. Нейсер також співпрацював з Августом фон Вассерманом над розробкою тесту на сифіліс. У 1906 році він закликав Вассермана вивчити серореакцію при сифілісі. З ним і з Карлом Бруком вони розробили серологічний тест, названий за прізвищем Вассермана. Нейссер також сприяв запровадженню Паулем Ерліхом сальварсану в лікування сифілісу в 1910 році.
Нейссер також брав активну участь у сфері охорони здоров'я, пропагуючи кращі профілактичні заходи та публікацію більшої інформації про венеричні захворювання. Він був засновником часопису Deutsche Gesellschaft zur Bekämpfung der Geschlechtskrankheiten у 1902 року. Організував постійний діагностичний нагляд за повіями та рішуче підтримував більш жорстке регулювання проституції, виступаючи за посилення санітарних заходів, а не поліцейських дій.
У 1907 році Нейссер став першим клінічним дерматологом, якого було призначено штатним професором дерматології в Бреслау. У 1908 році він став співзасновником Німецького дерматологічного товариства.
Його спроби виявити причину сифілісу за допомогою низки експериментів по інокуляції були невдалими. Його звинуватили у тому, що він «зловмисно прищепив невинних дітей отрутою сифілісу», і в результаті цього відбувся скандал. У 1910 році його оштрафували за введення «сифілітичної сироватки» чотирьом здоровим людям. Вочевидь, жодної користі від цієї інокуляції не було.
Нейссер також був відомий своїм організаторським талантом не лише у наукових конгресах, а й науково-популярних заходах, влаштовуючи виставки.

### Останні роки
Смерть дружини в 1913 році глибоко вплинула на Нейссера. Він хворів на цукровий діабет, впав і зламав стегнову кістку за кілька років до смерті. У 1916 року він переніс тяжку кольку через вихід каменя із сечового міхура. Він переїхав з Берліна до Бреслау. Тут у нього розвинувся сепсис, від якого і помер незабаром після того, як його назвали членом Імператорської Ради з охорони здоров'я.
У 1920 році з його будинку зроблено музей. У 1933 році її конфіскували нацисти і перетворили на готель. Архів Нейссера врятований одним зі швайнфуртських лікарів на прізвище Брок.

## Науковий доробок
- Ueber eine der Gonorrhoe eigentümliche Micrcoccenform. Centralblatt für die medicinischen Wissenschaften, Berlin, 1879, 17: 497—500.
- Ueber die Aetiologie des Aussatzes. Jahresberichte der schlesischen Gesellschaft für vaterländische Cultur, Breslau, 1880, 57: 65-72.
- Weitere Beiträge zur Aetiologie der Lepra. Virchows Archiv für pathologische Anatomie und Physiologie und für klinische Medicin, Berlin, 1881, 84: 514—542.
- Die Mikrokokken der Gonorrhoe. Deutsche Medizinische Wochenschrift, Berlin, 1882, 8: 279—283.
- Die chronischen Infektionskrankheiten der Haut. /Hugo Wilhelm von Ziemssen (1829—1902), editor: Handbuch der speciellen Pathologie und Therapie. Leipzig, 1880, IV: 560—723.
- Über das Leykoderma syphiliticum. Vierteljahrsschrift für Dermatologie und Syphilis, 1883, 15: 491—508.
- Ueber die Mängerl der zur Zeit üblichen Prostituiertenuntersuchungen. Deutsche medicinische Wochenschrift, Berlin, 1890, 16: 834—837.
- Pathologie des Ekzems. Archiv für Dermatologie und Syphilis, Berlin, 1892. Supplement 1: 116—161.
- Über den gegenwartigen Stand der Lichenfrage. Archiv für Dermatologie und Syphilis, Berlin, 1894, 28: 75-99.
- Über Vitiligo mit lichenoiden Eruptionen. Verhandlungen der deutschen dermatologischen Gesellschaft. IV. Kongress zu Breslau. Wien, Leipzig, 1894: 435—439.
- Syphilis maligne. Journal des maladies cutanées et syphilitiques, 1896, 9: 210—213.
- Die Einreibungskur. [Volkmanns] Sammlung klinisher Vorträge, Leipzig, 1897, 199: 1083—1114.
- Was wissen wir von einer Serumtherapie der Syphilis und was haben wir von ihn zu Hoffen? Archiv für Dermatologie und Syphilis, Berlin, 1898, 44: 431—439.
- Über Versuche, Syphilis auf Schweine zu übertragen. Archiv für Dermatologie und Syphilis, Berlin, 1902, 59: 163—170.
- Zur Erinnerung an den 25 jährigen Bestand der Breslauer Hautklinik 1877 bis 1902. Archiv für Dermatologie und Syphilis, 1902, 60: 1-36.
- Meine Versuche zur Übertragung der Syphilis auf Affen. Deutsche medicinische Wochenschrift, Berlin, 1904, 30: 1369—1373, 1431—1434.
- Weitere Mitteilungen über den Nachweis spezifischer luetischer Substanzen durch Komplementbindung. With August Wassermann, Carl Bruck and A. Schucht.
- Zeitschrift für Hygiene und Infektionskrankheiten, 1906, 55: 451—477.
- Über die Bedeutung der Lupuskrankheit und die Notwendigkeit ihrer Bekämpfung. Leipzig, 1908.
- Über das neue Ehrlich'sche Mittel. Deutsche medicinische Wochenschrift, Berlin, 1910, 36: 1212—1213.
- Beiträge zur Pathologie und Therapie der Syphilis. Arbeiten aus dem Kaiserlichen Gesundheitsamte, 1911, 37: 1-624.
- Syfilis und Salvarsan. Berlin, 1913.
- Ist es wirklich ganz unmöglich, die Prostitution gesundheitlich unschädlich zu machen? Deutsche medicinische Wochenschrift, Berlin, 1915, 41: 1385—1388.
- Über das urtikarielle Ekzem. Archiv für Dermatologie und Syphilis, Berlin, 1916, 121: 579—612.
- Geschlechtskrankheiten und ihre Bekämpfung. Berlin, 1916.

## Об'єкти, що містять епонім на честь Нейссера
- Диплокок Нейссера — історична назва збудника гонореї Neisseria gonorrhoeae.
- Хвороба Нейссера — інша назва гонореї.
- Neisseria — рід бактерій.
- Neissericeae — родина бактерій, до якої входять 2 роди: Neisseria і Veillonella.
- Neisseria meningitidis — збудник менінгококової інфекції.
- Neisseria catarrhalis — вид Neisseria, що зустрічаються при катаральних запаленнях верхніх дихальних шляхів. Їх можна сплутати з менінгококами.
- Neisseria hæmolytica — первинна назва бактерії Gemella haemolysans, яку виділяють з ротоглотки та зубного нальоту людей.
- Neisseria sicca — вид бактерій, що виділяється зі слизових дихальних шляхів. Іноді є причиною ендокардиту.